# Hidropesía

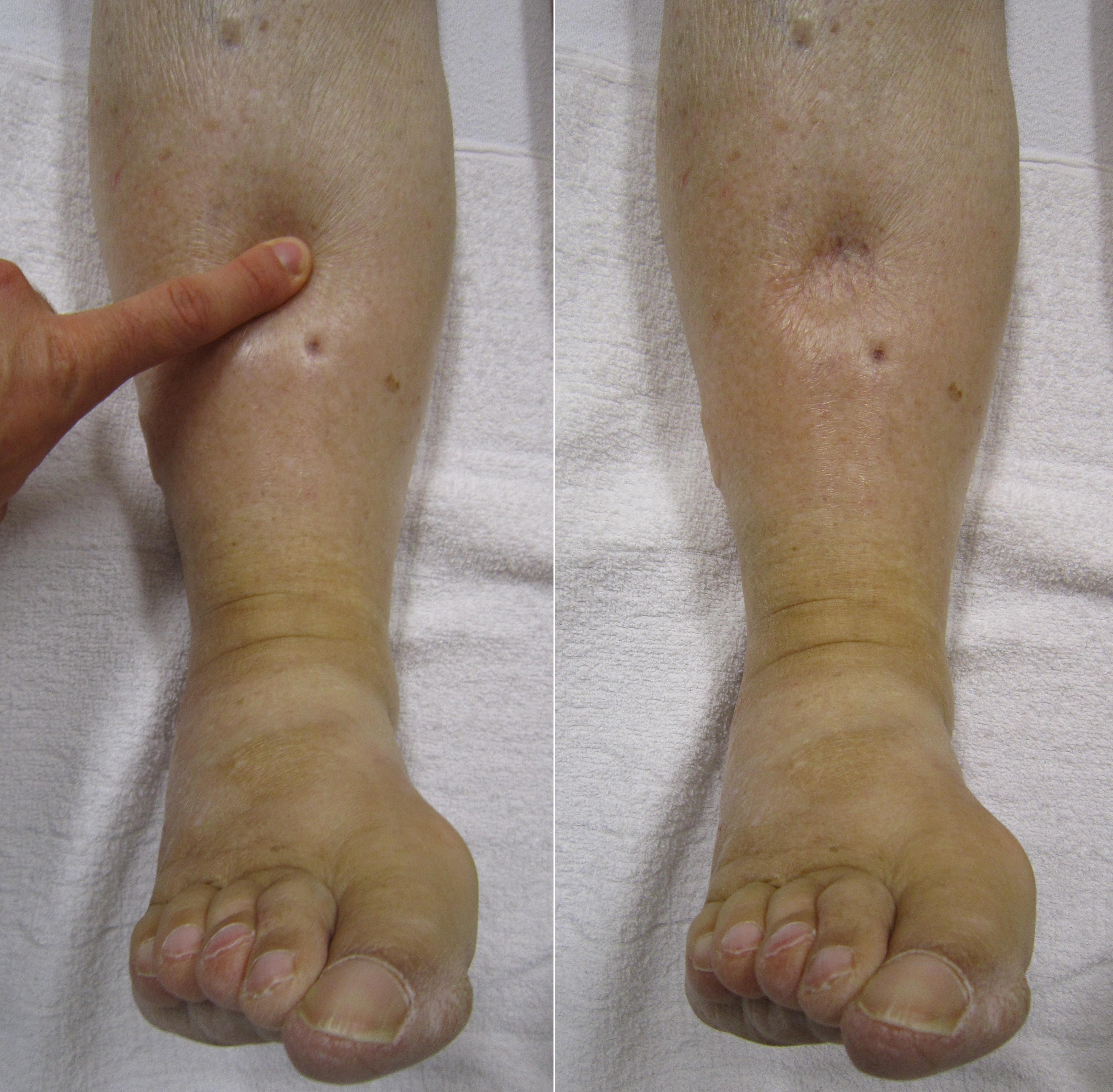
Edema con fóvea durante y después de la aplicación de presión sobre la piel.

Hidropesía, edema o retención de líquido es la acumulación de líquido claro en los tejidos o cavidades del cuerpo. No constituye una enfermedad independiente, sino un signo clínico que acompaña a diversas enfermedades del corazón, riñones y aparato digestivo. Estas enfermedades poseen una íntima relación causa-efecto con la hidropesía.

## Definición
La hidropesía es la acumulación de líquido en el peritoneo, que se halla en el vientre, aunque también aparece en los tobillos, muñecas, brazos y cuello. Este síntoma es consecuencia de una deficiencia en las funciones digestivas o en las excretoras de los riñones o de la piel de la persona que la padece. Si la cantidad de líquido retenido es elevada se producen trastornos en el funcionamiento del corazón y de los pulmones, debido a la presión que actúa sobre estos órganos.
Cuando la retención de agua se produce en el vientre (hidropesía o ascitis), puede ser motivada por tuberculosis, tumores del intestino, tumores del aparato genital femenino, así como por varias enfermedades o alteraciones funcionales del corazón, hígado y riñones.
Cuando la acumulación de líquido se da en pies y piernas (edema) se caracteriza por una hinchazón típica, aunque sin dar origen a dolores de ningún tipo ni alterar el color habitual de la piel. Al apretar sobre la zona afectada con el dedo, persisten durante varios minutos unas marcas características denominadas fóveas. Son causas determinantes de esta enfermedad (edema) las mismas que originan la hidropesía, es decir, trastornos circulatorios, enfermedades del corazón, riñones e hígado, deficiencias de vitaminas y mal funcionamiento del tiroides.

## El corazón
La fuerza de bombeo del corazón debería ayudar a mantener una presión normal en los vasos sanguíneos. Pero si el corazón empieza a fallar (situación conocida como fallo cardíaco congestivo), la presión cambia y puede causar una retención de agua muy severa. En este estado la retención de agua se aprecia sobre todo en las piernas, pies y tobillos, pero además hay acumulación en los pulmones, lo que produce una tos crónica. Esta condición se trata usualmente con diuréticos, sin los que la retención de agua puede causar problemas respiratorios y presión adicional sobre el corazón.

## Los riñones
Otra causa de la retención severa de agua es el fallo renal: los riñones ya no son capaces de filtrar la sangre y separar de ella el fluido sobrante para transformarlo en orina. La enfermedad renal empieza a menudo con una inflamación, como en el caso de enfermedades tales como el síndrome nefrótico o lupus. Una vez más, este tipo de retención de agua se manifiesta como hinchazón de piernas y tobillos.

## Personajes históricos que murieron de hidropesía
- Casandro (griego: Κάσσανδρος, Kassandros Antipatros), rey de Macedonia (350-297 a. C.), hijo de Antípatro y fundador de la dinastía antipátrida, murió de esta enfermedad en el año 297 a. C. o en el 298 a. C.
- El filósofo Heráclito murió de hidropesía en el 478 a. C.
- El emperador romano Honorio falleció de hidropesía en 423 d. C.
- La reina Isabel I de Castilla padeció esta enfermedad y murió a causa de ella.
- La Emperatriz de México Ana María Huarte padeció esta enfermedad y murió a causa de ella en el exilio en los  Filadelfia, Estados Unidos de Norteamérica
- La Reina Germana de Foix murió a causa de esta enfermedad en Liria, Valencia.
- San Antonio de Padua enfermó de hidropesía y el 13 de junio de 1231 murió a los 35 años en el convento de las Clarisas Pobres en Arcella, en el camino de regreso a Padua.
- Miguel de Cervantes murió por hidropesía el 23 de abril de 1616 en Madrid.
- El Sultán Solimán el Magnífico (1494-1566), luego de un largo padecimiento, sucumbió ante ella.
- Manuel Belgrano (1770-1820), el creador de la bandera de Argentina, falleció de hidropesía con 50 años, el 20 de junio de 1820.[4]
- Alejandro Farnesio (duque de Parma) falleció el 3 de diciembre de 1592 de hidropesía en la ciudad de Arras.
- Michel de Notredame, Nostradamus (1503-1566), doctor en medicina, astrólogo, herbario, creador de cosméticos y conservantes de la fruta.
- Pere d'Alberní i Teixidor (30 de enero de 1747 - 11 de marzo de 1802), gobernador de Alta California en 1800 y uno de los exploradores del Pacífico noroccidental de Norteamérica.
- Francisco Laso de la Vega, militar español y gobernador de Chile entre diciembre de 1629 a mayo de 1639.